# Eisenbahnunfall von Epsom Branch Junction
Bei dem Eisenbahnunfall von Epsom Branch Junction (Raynes Park, Surrey, heute London Borough of Merton) entgleiste am 28. Januar 1861 ein Zug der London and South Western Railway in der Abzweigstelle der Eisenbahnstrecke nach Epsom beim heutigen Bahnhof Raynes Park. Ein Mensch starb: Der Leibarzt Königin Victorias, Dr. Baly.

## Ausgangslage
Der Schnellzug war vom Bahnhof London Waterloo um 17:11 Uhr abgefahren und nach Plymouth unterwegs. Die Strecke war zweigleisig. Der Zug bestand aus einer Dampflokomotive mit Schlepptender, der 10 Wagen folgten: Ein Personenwagen 2. Klasse, zwei Wagen 1. Klasse, ein Bremswagen, ein Wagen 1. Klasse, zwei Wagen 2. Klasse, zwei Wagen 1. Klasse und ein Wagen 2. Klasse. Dr. Baly reiste in einem der vorderen Wagen 1. Klasse. Gegen 17:30 Uhr hatte der Zug Epsom Branch Junction erreicht, wo er die Weichenverbindungen befahren musste, die zu der abzweigenden Strecke nach Epsom führten.

## Unfallhergang
Während der Zug die Weichenverbindung befuhr, brach oder löste sich ein Radreifen an einem der vorderen Wagen. Das führte dazu, dass der Schlepptender und die sechs folgenden Wagen entgleisten. Die vier vorderen Wagen kippten – noch im Verband – nach links, einige schlugen gegen den Bahndamm der abzweigenden Strecke nach Epsom. Die beiden folgenden Wagen dagegen kippten nach rechts auf das Gleis für Fahrten der Gegenrichtung. Dr. Baly wurde aus einer sich öffnenden Tür des Wagens, in dem er reiste, hinausgeschleudert und anschließend von dem Fahrzeug, das auf ihn fiel, erschlagen.

## Folgen
Opfer waren neben dem bei dem Unfall ums Leben gekommenen Dr. Baly 19 weitere Verletzte.
Die Königin war entsetzt über diesen Todesfall in ihrer unmittelbaren Umgebung. Sie äußerte den Wunsch, dass doch bitte allen Zügen die gleichen Sicherheitsmaßnahmen zuteilwerden mögen, die ergriffen wurden, wenn sie selbst im Royal Train unterwegs war. Da dies faktisch zur weitgehenden Einstellung des Eisenbahnbetriebs geführt hätte, wurde der allerhöchste Wunsch einfach ignoriert. Dieses Ereignis bestärkte die Königin in ihrem lebenslangen Misstrauen gegen die Gefahren des Eisenbahnbetriebs. So durfte etwa der Royal Train tagsüber nicht schneller als 40 mph (65 km/h), nachts nicht schneller als 30 mph (50 km/h) fahren. Das war zu Beginn ihrer Regierungszeit sicher noch angemessen. Gegen Ende ihrer Regierungszeit waren das aber für Schnellzüge keine angemessenen Geschwindigkeiten mehr.